# جون فيرفاكس
جون فيرفاكس (بالإنجليزية: John Fairfax)‏ هو شاعر بريطاني، ولد في 9 نوفمبر 1930 في ديفون في المملكة المتحدة، وتوفي في 14 يناير 2009 في ريدنغ في المملكة المتحدة.